# Germein Bay
Germein Bay är en vik i Australien. Den ligger i delstaten South Australia, omkring 210 kilometer norr om delstatshuvudstaden Adelaide.
Runt Germein Bay är det glesbefolkat, med 14 invånare per kvadratkilometer. Genomsnittlig årsnederbörd är 533 millimeter. Den regnigaste månaden är juni, med i genomsnitt 86 mm nederbörd, och den torraste är december, med 14 mm nederbörd.